# Hiroshiinoueana
Hiroshiinoueana là một chi bướm đêm thuộc phân họ Olethreutinae trong họ Tortricidae.

## Các loài
- Hiroshiinoueana gangweonensis Cho & Byun, 1993
- Hiroshiinoueana stellifera Kawabe, 1978